# Сідонська сеньйорія

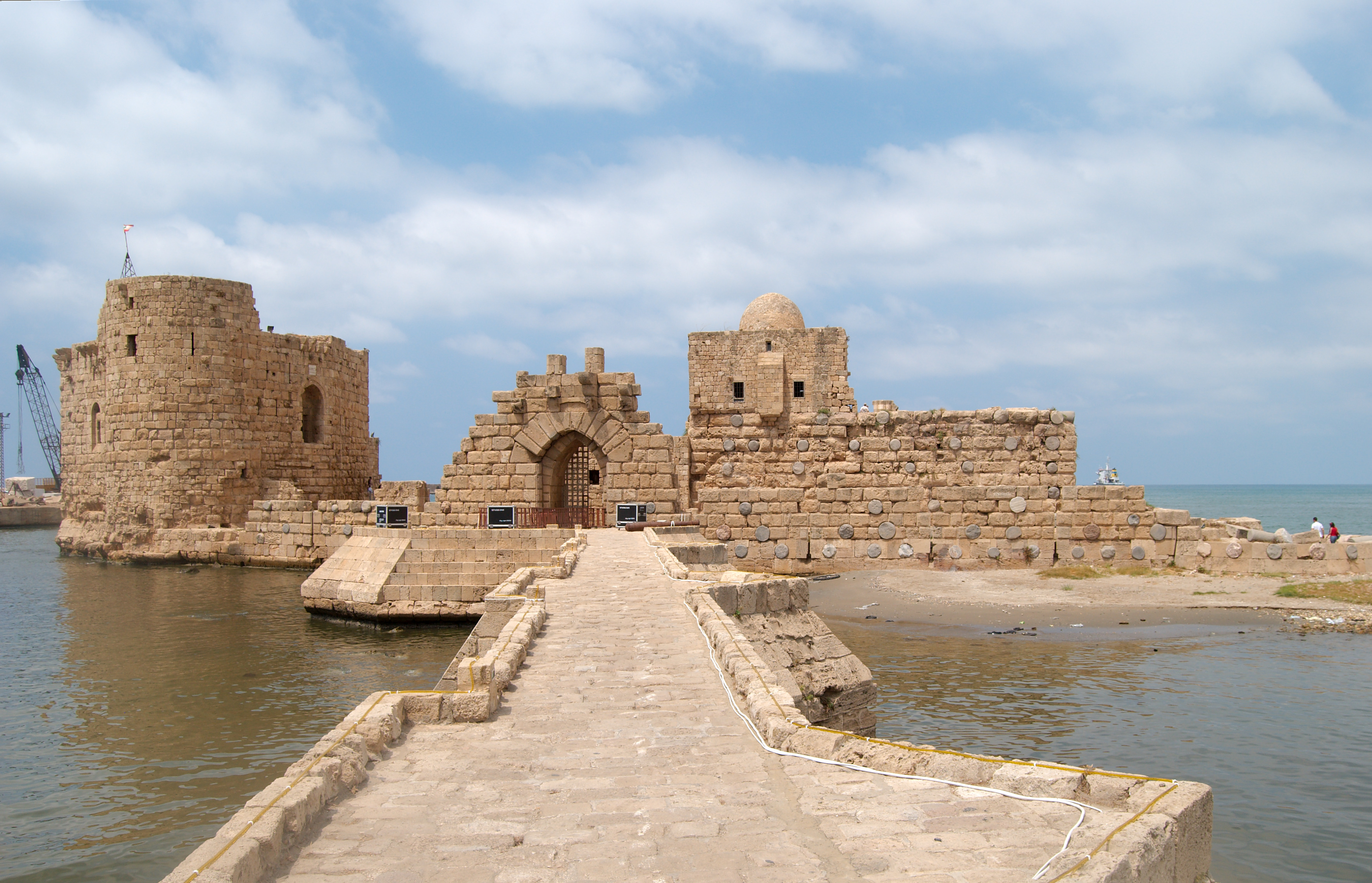
«Морський замок», збудований хрестоносцями у 1228 р.

Сідонська сеньйорія (фр. Seigneurie de Sidon) — держава хрестоносців, одна з чотирьох головних васальних сеньорій Єрусалимського Королівства, займала найменшу територію, але за значимістю була на одному рівні з сусідніми сеньйоріями Торона та Бейрута.

## Історія
Сідон був узятий хрестоносцями в грудні 1110 року та переданий Есташу I Граньє. Сеньйорія займала узбережжя Середземного моря між Тіром та Бейрутом. 1187 року була завойована Салах Ад-Діном та залишалося в руках мусульман аж до 1197 року. У XIII столітті Жульєн Граньє продав свої володіння тамплієрам, а після битви біля Айн Джалута місто було зруйноване монголами. Згодом зруйнований Сідон перейшов до мамелюків.

## Лорди Сідону
- Євстахій I Греньє (1110–1123)
- Євстахій II Граньє (1123–1164)
- Жерар Граньє (1164–1171)
- Рено Граньє (1171–1187, 1197–1202)
  - Салах ад-Дін (1187–1197)
- Баліан I Граньє (1202–1239)
- Жульєн Граньє (1239–1260)
  - Продано тамплієрам (1260)
- Жульєн Граньє (титулярний, 1260–1275)
- Баліан II (титулярний)
- Феб Лузіньян (титулярний, c 1460)
- Філіп Лузіньян (титулярний, c 1460)

### Сеньйорія Шуфа
Була заснована як васальна територія Сідонської сеньйорії близько 1170. Центром сеньйорії була печера-фортеця Грот Тірона. 1256 року Жульєн Граньє продав сеньйорію Тевтонським лицарям.
Правителі:
- Андре з Шуфа (13 століття)
- Жан з Шуфа (13 століття)
- Жульєн з Сідону (середина XIII століття)